# ピエール・ドジェーテル
ピエール・ドジェーテル（フランス語: Pierre Degeyter、1848年10月8日 - 1932年9月26日）は、ベルギー出身の作曲家、社会主義者。

## 概要
インターナショナルの作曲で知られる。